# Full House
Full House (bra: Três é Demais; prt: Que Família!) é uma série de televisão norte-americana do gênero comédia e sitcom criada por Jeff Franklin para o canal ABC. O seriado narra os acontecimentos do pai viúvo Danny Tanner, que convoca seu cunhado Jesse Katsopolis e seu melhor amigo Joey Gladstone para ajudar a criar suas três filhas, DJ, Stephanie e Michelle. 
Estreou em 22 de setembro de 1987 e teve seu último episódio exibido em 23 de maio de 1995, com 192 episódios divididos em oito temporadas. A série permaneceu no top 30 das maiores audiências da televisão americana durante toda sua exibição original, e ganhou ainda mais popularidade em reprises e também internacionalmente. Uma continuação da série, Fuller House, estreou na Netflix em 26 de fevereiro de 2016. No Brasil, Em 2023 o SBT também anunciou a exibição do desenho a partir de janeiro de 2024.

## Sinopse
Depois que a esposa do repórter Daniel Ernest Tanner (mais conhecido como Danny), Pamela, é morta em um acidente de carro por um motorista bêbado, ele recruta seu cunhado roqueiro Jesse Katsopolis, o irmão mais novo de Pamela, e o melhor amigo desde a infância, Joey Gladstone (que trabalha como comediante stand-up) para ajudar a cuidar de suas três filhas pequenas: DJ, Stephanie e a recém-chegada Michelle, em sua casa em São Francisco.

## Transmissão

### Estados Unidos
A série estreou na emissora ABC em 22 de setembro de 1987 até 23 de maio de 1995. Num total de 192 episódios, distribuídos em 8 temporadas. A série foi exibida nas noites de sextas-feiras de setembro de 1987 a agosto de 1991, e se tornou o principal programa do bloco "TGIF" recém-lançado pela ABC em setembro de 1989. A partir da quinta temporada, em 1991, a série foi transferida para as terças-feiras e permaneceu nesse dia até seu fim, em 1995.

### Brasil
No Brasil, já foi exibida pela Rede Globo nas tardes de sábado no final dos anos 80, nas manhãs de domingo no início dos anos 90 e através do programa infantil TV Colosso, sendo exibida apenas a 1ª e 2ª temporadas. Pelo SBT, foi exibida de 2000 até 2006, sendo episódios da 3ª até a 6ª temporada, voltando a ser apresentada de 12 de fevereiro de 2013 até 17 de maio de 2014. Também foi exibida várias vezes no canal pago Warner Channel em versão legendada, e em 7 de setembro de 2015, voltou a ser exibida em comemoração aos 20 anos do canal. 
No dia 26 de julho de 2016, todos os 192 episódios entram para o catálogo da Netflix, dublados e legendados. A sitcom foi retirada do serviço de streaming em junho de 2020.

### Portugal
Em Portugal, foi exibida na RTP nos anos 90, na versão original e legendas.

## Fuller House
Em 26 de fevereiro de 2016 foi lançado na Netflix um revival da série, mostrando como a família Tanner vive nos dias de hoje, após 29 anos. A série conta com praticamente todo o elenco original, com exceção das irmãs gêmeas Mary-Kate Olsen e Ashley Olsen (Michelle Tanner), que por motivos pessoais acabaram resolvendo não participar do projeto.

## Elenco

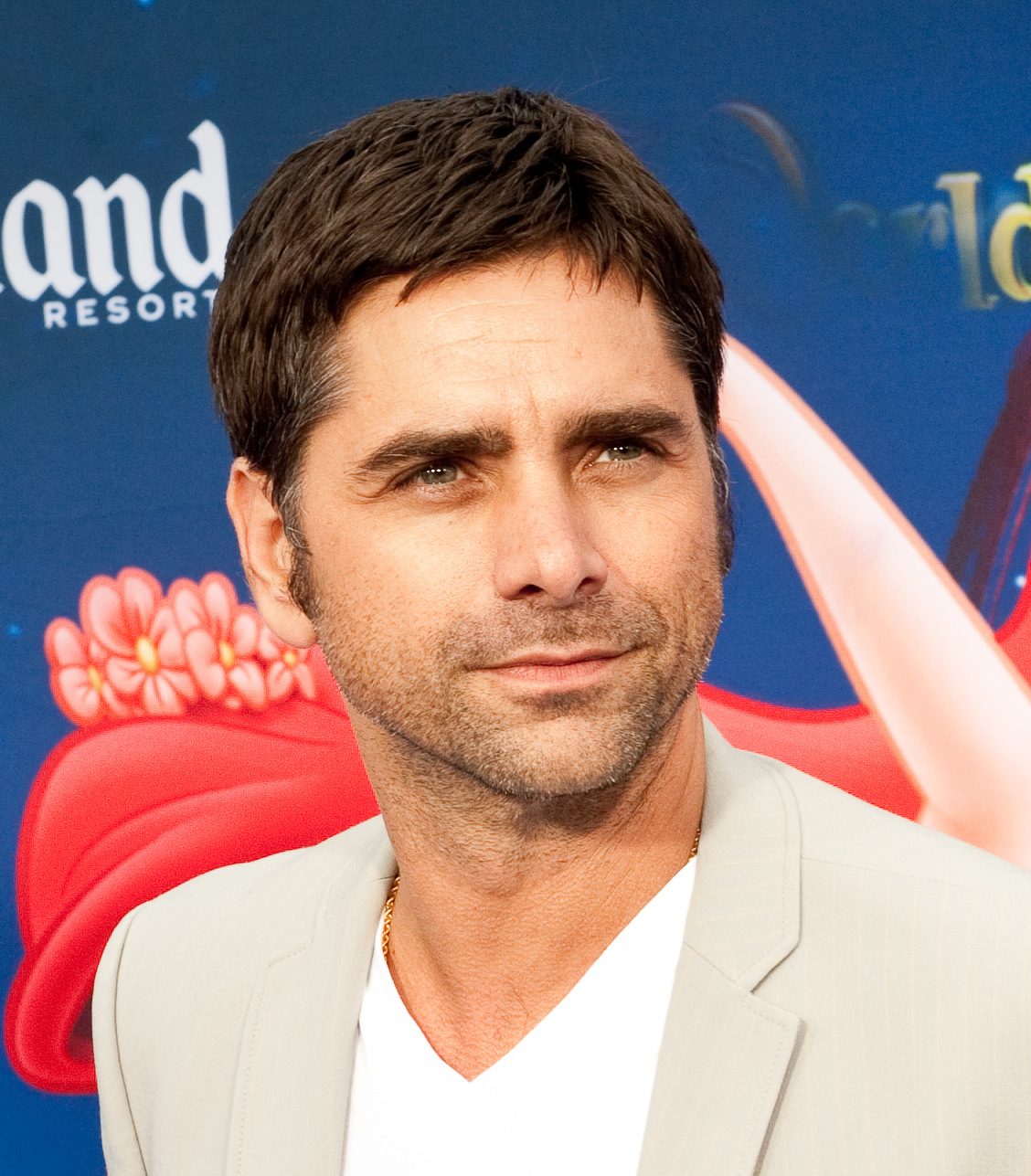
John Stamos interpretou Jesse Katsopolis.

### Principal
- Bob Saget como Danny Tanner
- John Stamos como Jesse Katsopolis
- Dave Coulier como Joseph "Joey" Gladstone
- Candace Cameron como Donna Jo "DJ" Tanner
- Jodie Sweetin como Stephanie Tanner

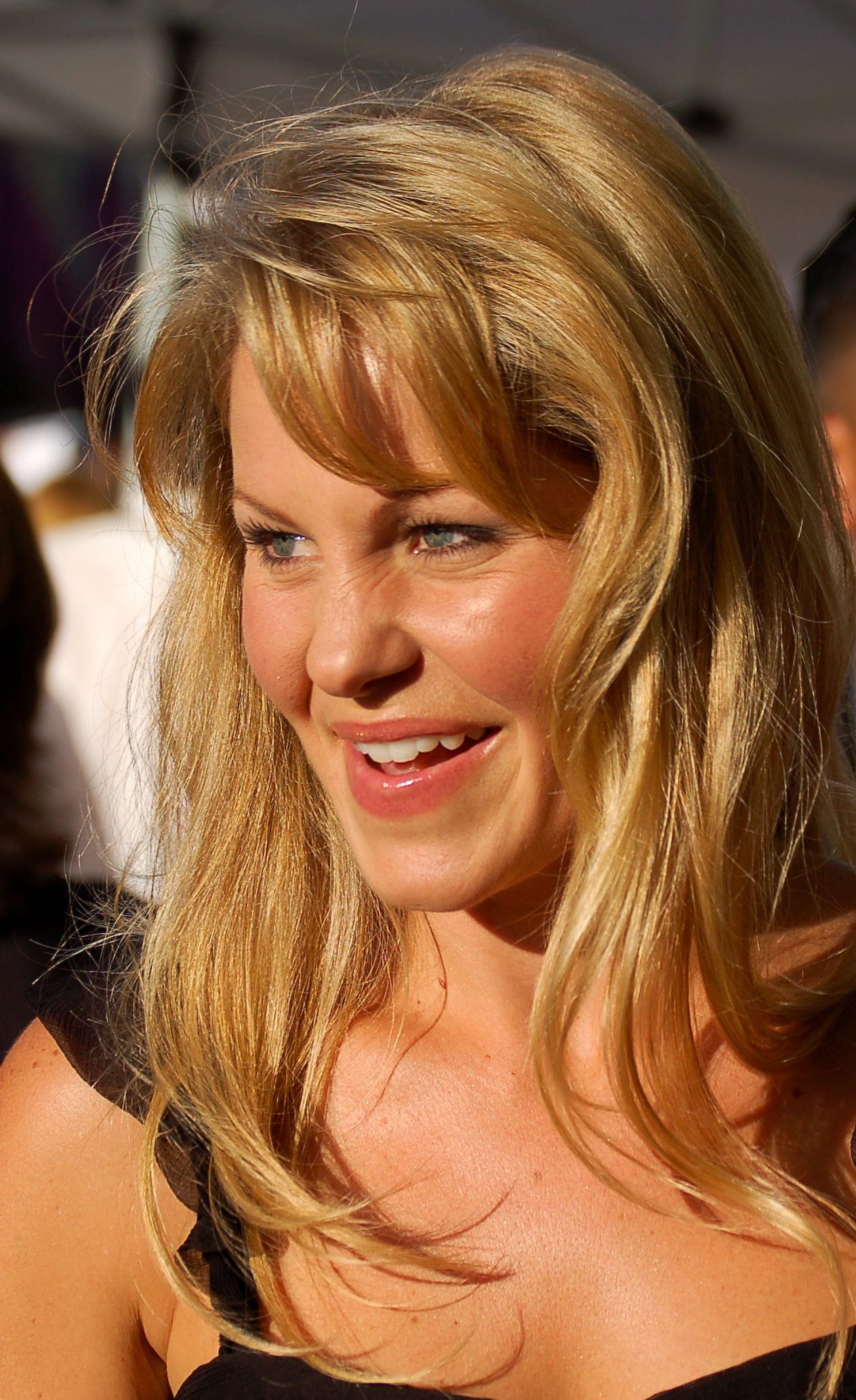
- Candace Cameron Bure interpretou D.J.

- Mary-Kate e Ashley Olsen como Michelle Tanner
- Lori Loughlin como Rebecca "Becky" Donaldson
- Andrea Barber como Kimmy Gibbler
- Blake Tuomy-Wilhoit como Nicky Katsopolis (a partir da Sexta Temporada)

- Dylan Tuomy-Wilhoit como Alex Katsopolis (a partir da Sexta Temporada)
- Scott Weinger como Steve Hale (Sexta e Sétima Temporada)

### Recorrente
- Gail Edwards como Vicky Larson (da Quinta a Sétima temporada)

- Anne Marie McEvoy como Kathy Santoni (Terceira e Quarta temporada)

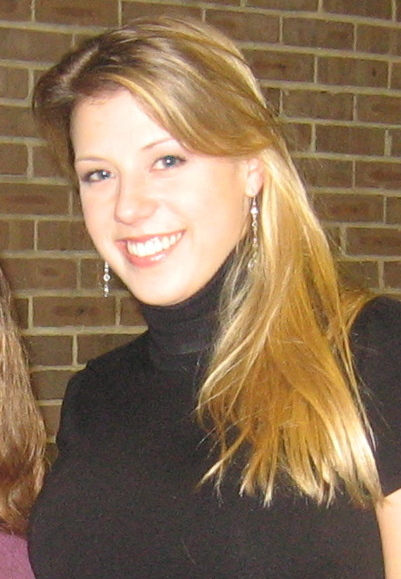
Jodie Sweetin interpretou Stephanie.

- Jordan Christopher Michael como Rusty (Quarta temporada)
- Jurnee Smollet-Bell como Denise Fraser (Quinta a Sétima temporada)

- Scott Menville como Duane (Oitava temporada)
- Jason Marsden como Nelson Burkhard
- Blake McIver Ewing como Derek S. Boyd (a partir da Sexta Temporada)
- Marla Sokoloff como Gia Mahan (a partir da Sétima Temporada)
- Molly Morgan como Mickey (Sétima temporada)Mary-Kate & Ashley Olsen interpretaram Michelle.

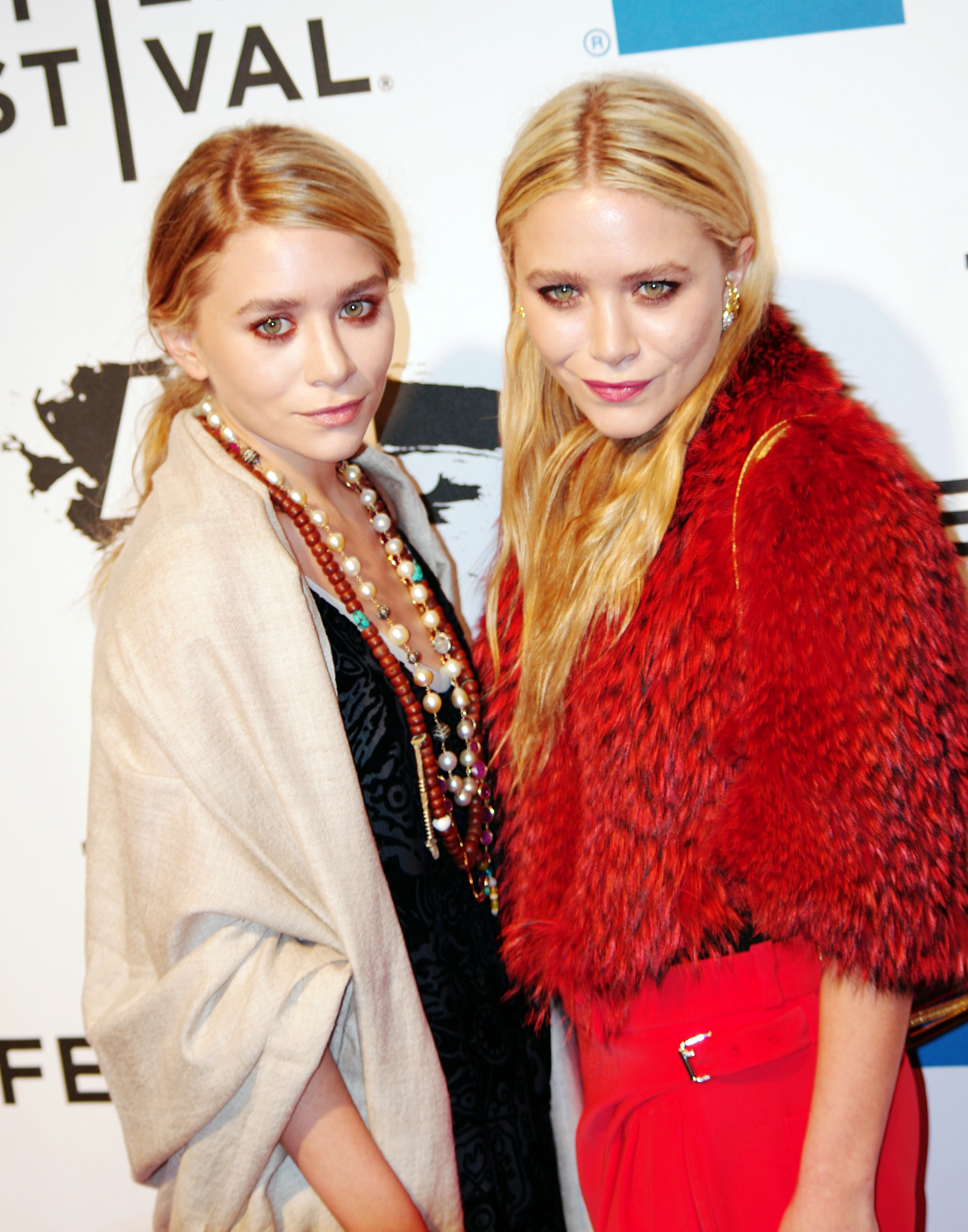
Mary-Kate & Ashley Olsen interpretaram Michelle.

- Miko Hughes como Aaron Bailey (da Terceira em diante)
- Tahj Mowry como Teddy (Quinta em diante)
- David Lipper como Vibora (Oitava temporada)
- Dhia como (Marry Sefeo) na (segunda temporada)

## Prêmios e Indicações
| Ano                 | Categoria                                                                  | Indicados                      | Resultado           |
| Kids' Choice Awards | Kids' Choice Awards                                                        | Kids' Choice Awards            | Kids' Choice Awards |
| ------------------- | -------------------------------------------------------------------------- | ------------------------------ | ------------------- |
| 1995                | Favorite Television Actress                                                | Candace Cameron                | Venceu              |
| 1996                | Favorite Animal Star                                                       | "Comet"                        | Indicado            |
| TV Land Awards      |                                                                            |                                |                     |
| 2004                | Quintessential Non-Traditional Family                                      |                                | Indicado            |
| 2007                | Favorite Elvis Impersonation                                               | John Stamos                    | Venceu              |
| Young Artist Awards |                                                                            |                                |                     |
| 1989                | Best Young Actress Under Ten Years of Age in Television or Motion Pictures | Jodie Sweetin                  | Indicado            |
| 1989                | The Most Promising New Fall Television Series                              |                                | Indicado            |
| 1990                | Best Young Actor/Actress Under Five Years of Age                           | Mary-Kate Olsen & Ashley Olsen | Venceu              |
| 1990                | Best Family Television Series                                              |                                | Indicado            |
| 1990                | Best Young Actress Starring in a Television Comedy Series                  | Candace Cameron                | Indicado            |
| 1990                | Outstanding Young Comedienne in a Television Series                        | Jodie Sweetin                  | Indicado            |
| 1991                | Best Young Actress Starring in a Television Series                         | Jodie Sweetin                  | Indicado            |
| 1991                | Best Young Actress Supporting Role in a Television Series                  | Andrea Barber                  | Venceu              |
| 1991                | Outstanding Performance by an Actress Under Nine Years of Age              | Mary-Kate Olsen & Ashley Olsen | Venceu              |
| 1991                | Best Young Actress Starring in a Television Series                         | Candace Cameron                | Indicado            |
| 1992                | Best Young Actress Supporting or Recurring Role for a TV Series            | Andrea Barber                  | Venceu              |
| 1992                | Best Young Actress Starring in a Television Series                         | Candace Cameron                | Indicado            |
| 1992                | Outstanding Young Comedienne in a Television Series                        | Jodie Sweetin                  | Indicado            |
| 1993                | Exceptional Performance by a Young Actress Under Ten                       | Mary-Kate Olsen & Ashley Olsen | Venceu              |
| 1993                | Best Young Actress Co-starring in a Television Series                      | Andrea Barber                  | Indicado            |
| 1993                | Exceptional Performance by a Young Actor Under Ten                         | Tahj Mowry                     | Indicado            |
| 1993                | Outstanding Young Ensemble Cast in a Television Series                     |                                | Indicado            |
| 1994                | Best Young Actress Starring in a Television Series                         | Candace Cameron                | Indicado            |
| 1994                | Outstanding Young Comedienne in a Television Series                        | Jodie Sweetin                  | Indicado            |
| 1994                | Best Young Actress Co-starring in a Television Series                      | Andrea Barber                  | Indicado            |
| 1994                | Best Young Actor Guest-starring in a Television Series                     | R. J. Williams                 | Indicado            |
| 1995                | Best Youth Actor Guest-starring in a Television Show                       | J. D. Daniels                  | Indicado            |
| 1996                | Best Youth Comedienne in a TV Show                                         | Andrea Barber                  | Indicado            |